# 九名井
九名井（くめゆ）は、近畿地方にある用水路。
兵庫県南東部から大阪府を流れる猪名川の左岸から取水して南流し、伊丹市東部、中村地区、桑津地区と伊丹空港西縁を流れ、兵庫県道・大阪府道99号伊丹豊中線の空港地下道の西端で暗渠となるが、豊中市側で再び空港東縁より、走井地区、勝部地区、原田地区をながれる。走井と勝部の間を千里川が流れているが、水路はその下をトンネルで越えている（これを伏せ越しという）。
流路は豊中市立第一中学校南側で途絶えるが、現在では豊島公園となっている天神池に流入していたと推測される。

## 概要
九名井は、猪名川の兵庫県伊丹市中村にある堰の左岸から取水している。
九名の名の通り、森本村・酒井村・岩屋村（現伊丹市）・田能村（現尼崎市）・勝部村・桜塚村・原田村・曽根村・岡山村（以上、現豊中市）の9ケ村を灌漑する水路として開削されたと考えられる。上流側の酒井・森本・岩屋・田能を西郷四ヵ村、下流側の勝部・桜塚・原田・曽根・岡山を原田郷五ヵ村と呼んでおり、井親の原田村を含む五ヵ村が水路全般の維持管理を行い、西郷三ヵ村は自分の村内の維持を行う決まりであった。昭和36年に九名井、原田井と従来はもう少し下流から取水していた森本井が「猪名川土地改良区」に統合され用水名は三ヵ井用水に変更されている
井親が旧原田村であることもあり、豊中市側では「原田井」と呼ばれている。
流路が長く複数の村が共同で利用していたため、渇水時などには水をめぐってしばしば紛争が起こった。

## 流路

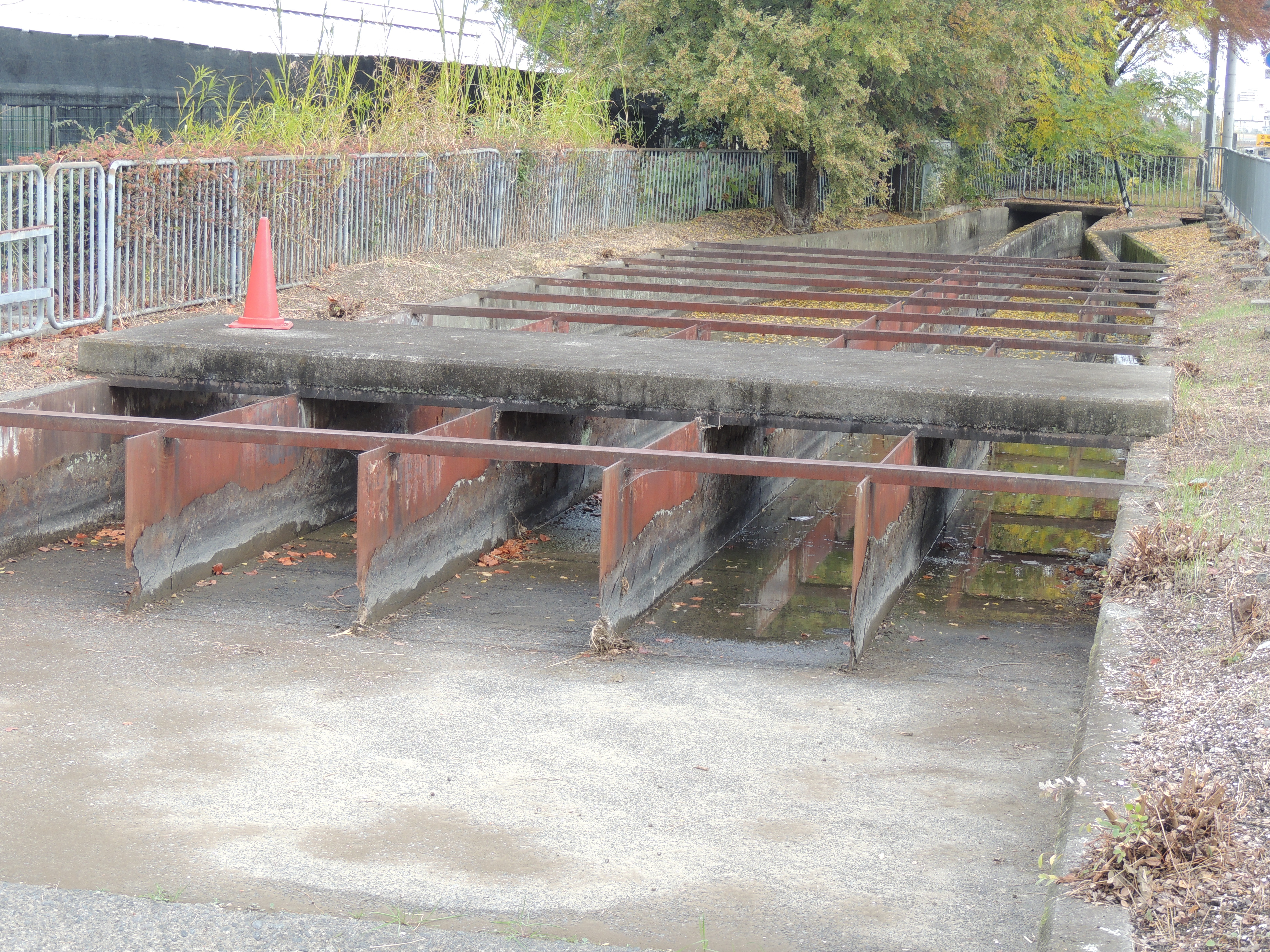
伊丹空港の西側で口酒井方面と勝部・原田方面に分水される

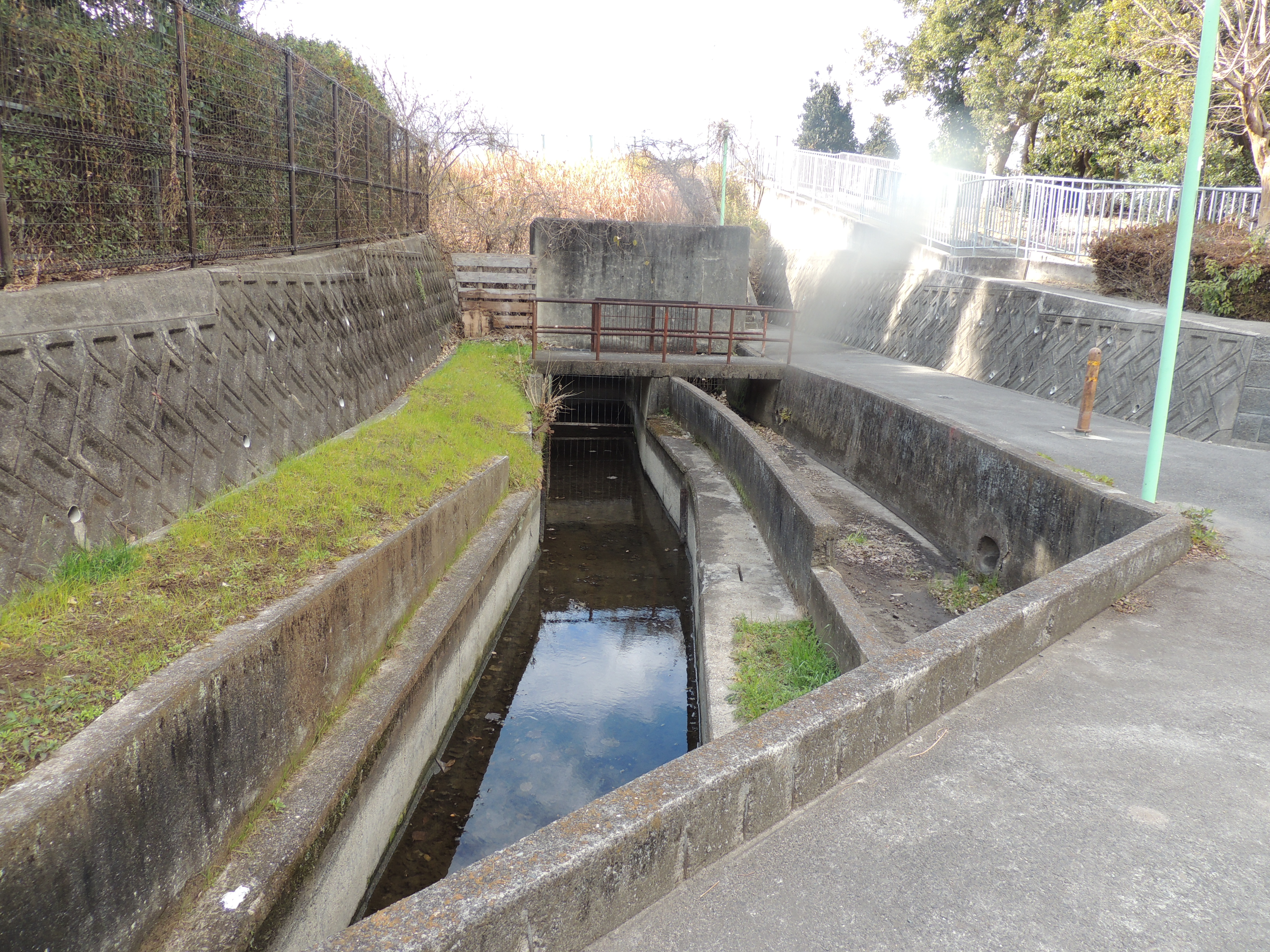
九名井が千里川の下を流れて交差する地点の東側より

元禄3年1690年の原田井筋絵図（原田郷中倉村文書）によれば、この井堰は西桑津村の北側に設けられ、取水された水は西桑津村と東桑津村の集落の間を抜けて原田村田地と岩屋村田地の間を通るように西から東へ向かって流れ、当時から千里川の下を伏せ越しでくぐって、原田村の集落に流れていた。現在は国道176号線の軍行橋の南約500メートルにある堰から取水し、大阪国際空港の西側を東南に進み、伊丹市立こども文化科学館のところで東に向かう。伊丹豊中線がトンネルで空港下をくぐるところで南に向かう水路が分かれるが、本流部分は空港の下を東進して東側に出て空港敷地に沿って流れ千里川の下を暗渠で越え、東流して原田地区に向かう。現在の原田地区は完全に宅地化しているため、この先は水路としては使われていない。

## 歴史
九名井の名前が史料に現れるのは室町時代の1461年（寛正2年）で、奈良興福寺の門跡寺院・大乗院の尋尊の「大乗院寺社雑事記」に「久米井」に関する水争いが記録されている。即ち興福寺・春日大社に属する原田荘と摂津守護細川家の被官だった田能村大和守との間で「久米井」の所有権をめぐって京都で訴訟が行われ、原田荘のものと裁定されて原田側が所有権を示した傍示杭を設置した。これを不満とした田能大和守が傍示杭を再三引き抜いたため、最終的には将軍足利義政から田能大和守は罪科に処し久米井は寺社が領地すべきとの決定が出された。なおこの争いの当事者であった田能村大和守の石碑が現在の尼崎市田能地区の猪名川岸に建てられている。

### 江戸時代
九名井は名前の通り九か村を潤す用水で、長い水路に各村が12の取水樋を設けて取水しており、渇水時には水争いが数多く発生した。江戸時代の久名井流域は小領主や幕府代官が支配する田畑が入り組んだ地域なので、上方支配の最高責任者である京都所司代の方針として、水争いに関しては個別の領主や代官の介入を排除して当事者同士で水を融通しあうような解決を目指した。17世紀前半の寛永年間には樋などの水利施設設置が大掛かりに行われ水利慣行が定まった。紛争が起こるたびに「合意した内容を後世に残すため」の絵図面が作られており現在も数多く残っている。紛争の内容は九名井の上流側の村（西郷四ヵ村）が、九名井の本流より分水路側を深く掘り下げて流量を増やして、下流側の原田郷五ヵ村に水が回らなくなったことが多く、解決策として九名井の分岐点の底に定石を設置し九名井本流も分水側もその深さを厳守するという文書が残っている。下表は九名井から分水している12の枝溝についてまとめたもの。枝溝名に樋とあるものは分水地点に樋が取り付けられて分水しているが、石うど溝は樋の設置がなく、永田溝と内瀬溝は胴木を取り付けている。
| 樋名（）内は江戸時代の名 | 利用村名               | 江戸時代の紛争記録 |
| ------------------------ | ---------------------- | ------------------ |
| 蕪田用水樋（酒井溝）     | 酒井村                 | 宝永6年            |
| 中ド用水樋（森本溝）     | 森本村                 | 宝永6年            |
| 石ウド溝                 | 岩屋村・酒井村・田能村 |                    |
| しりなし用水樋           | 岩屋村                 | 宝永6年            |
| 横長用水樋               | 岩屋村                 | 元禄3年、6年       |
| 梶ヵ本用水樋             | 岩屋村                 | 元禄3年、6年       |
| 小貝原用水樋             | 岩屋村・原田郷五ヵ村   |                    |
| うそ田用水樋             | 原田郷五ヵ村           |                    |
| 油田用水樋               | 原田郷五ヵ村           |                    |
| 永田溝                   | 原田郷五ヵ村           |                    |
| 内瀬溝                   | 原田郷五ヵ村           |                    |
| 長円寺樋                 | 原田郷五ヵ村           |                    |

九名井の猪名川取水堰は、九名井を利用しない西桑津村の北側に設置されていた。そのため井堰周辺の東桑津村・西桑津村・中村と九名井の村々の利害が衝突してしばしば紛争が起こっている。例えば正徳3年（1713年）に両桑津村が井堰周辺の芝地の耕地開発をおこなおうとしたが、原田郷五ケ村がこれを阻止しようとして訴訟に持ち込んでいる記録が残っている。

### 現在
戦後原田、曽根、岡山は住宅地化が進みこの地域での九名井の役割は低下している。1961年（昭和36年）に九名井・原田井・森本井がまとまって猪名川土地改良区連合となった。1960年から1979年にかけて大阪国際空港の拡張工事が行われた際、九名井は滑走路の下を暗渠で通すための全面的な更新工事が行われた。その際に当時の用水路別必要量が産出され、その水量に見合うように分水されている。

## 流域の名勝・旧跡

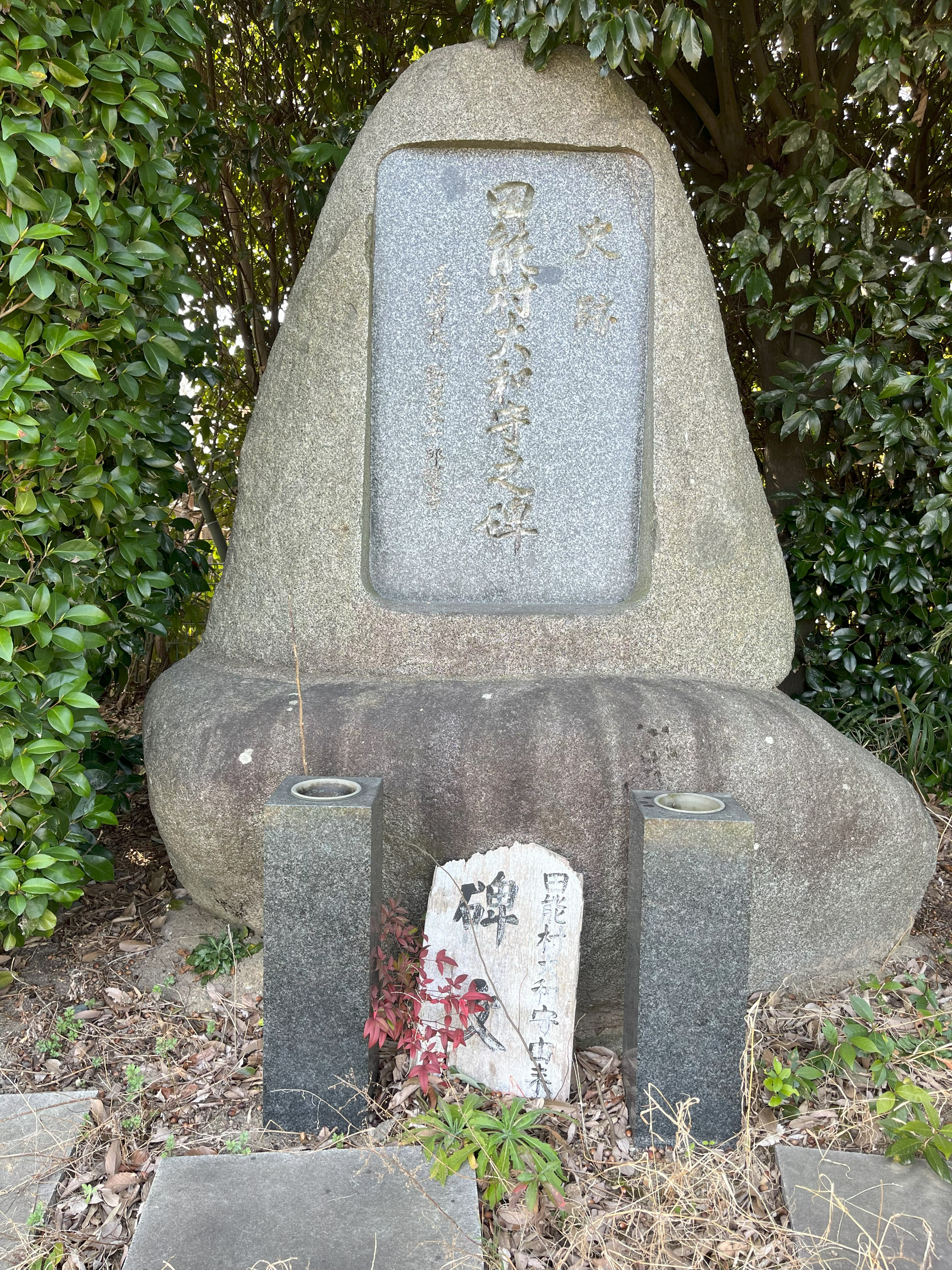
田能村大和守之碑

- 桑津神社 - 1942年、飛行場の拡張に伴い、西桑津村の鎮守火明（）神社と東桑津村の鎮守火闌（）神社が合祀され、さらに1969年に中村の素盞嗚（）神社も合祀。境内の稲荷神社は元は1648年建築の火明神社の本殿。
- 西桑津公園 - かつての神津小学校跡地。モアイ像やストーンサークルを模した石像がある。
- 伊丹市立こども文化科学館 - プラネタリウム館、文化センターからなる複合施設。
- 伊丹スカイパーク - 「大阪国際空港周辺緑地」として航空機騒音の軽減と周辺地域の生活環境の改善を目的に、国・兵庫県・伊丹市の３者共同で整備。滑走路から離着陸する飛行機を間近で見ることができるほか、こども向けの遊具や噴水がある。
- 原田城土塁 - 旧羽室家住宅の庭に残る原田城の土塁遺構。上からは伊丹方面がよくのぞまれ、伊丹・猪名川・武庫の平野を監視していたことがわかる。
- 旧羽室家住宅 - 昭和12年(1937年)、当時住友化学工業株式会社の役員の一人であった羽室廣一が、個人の住まいとして原田城跡(北城)の主郭の一部に建てた住宅。
- 原田井の洗い場 -原田集落の縁辺に沿って流れる水路は、遠く猪名川を水源とし、伊丹、尼崎から豊中にいたる広大な田畑を潤し続けた、猪名川流域で最大級の農業水路だった。水路の中に見える階段のようなものは、洗い場のあとで、流れる水は生活用水としても長く利用されていた。
- 寄せ地蔵（五輪塔群） -九名井(原田井)の脇に集められた石塔群で、歴史的景観の一部として貴重。多くは室町時代から江戸時代の一石五輪塔で、石物も見られる。
- 田能村大和守之碑　三ツ俣井組- 室町時代　田能村に城を構えていた土豪田能村大和守と春日社領の原田庄の間に寛正元年(一四六〇)頃用水相論が起り訴訟になったが原田庄に有利な裁決となった。原田庄は新しい境界を示す表示杭をうったが田能村大和守がその杭を抜き捨てた。 これをとがめた将軍義政は三十騎ばかりの武士を田能村領内に入らせた。このとき田能村大和守を支持する百姓共が現われ、蜂起したが抵抗も空しく打ち破られ、田能村大和守は没落し、その所領は闕所となった。先祖を守るために没落した田能村大和守を偲びその慰霊のために碑を建立されている。

## 流域の伝説
- 原田のお亀地蔵 - 宝永2年(1705)の8月に、原田郷の農民の徳兵衛が眼の病気にかかり失明した。徳兵衛は、足洗いのときに踏み台に使っていた石が地蔵だったことを夢で知った。このため徳兵衛は、その地蔵を亀橋のたもとに祀り願をかけると、眼の病気が治った。お亀地蔵は現在、原田元町1丁目の道路の南側に祀られている。[23]。